# Comuna de Michów
Michów (polaco: Gmina Michów) é uma gminy (comuna) na Polónia, na voivodia de Lublin e no condado de Lubartowski. A sede do condado é a cidade de Michów.
De acordo com os censos de 2004, a comuna tem 6413 habitantes, com uma densidade 47,2 hab/km².

## Área
Estende-se por uma área de 135,93 km², incluindo:
- área agricola: 73%
- área florestal: 18%

## Demografia
Dados de 30 de Junho 2004:
|                      | Total   | Total | Mulheres | Mulheres | Homens  | Homens |
| -------------------- | ------- | ----- | -------- | -------- | ------- | ------ |
|                      | pessoas | %     | pessoas  | %        | pessoas | %      |
| População            | 6413    | 100   | 3252     | 50,7     | 3161    | 49,3   |
| Densidade (pop./km²) | 47,2    | 100   | 23,9     | 23,9     | 23,3    | 23,3   |

De acordo com dados de 2002, o rendimento médio per capita ascendia a 1390,28 zł.

## Comunas vizinhas
- Abramów, Baranów, Firlej, Jeziorzany, Kamionka, Kock